# Caëlle Edmond Jean Baptiste
Caëlle Edmond Jean Baptiste, née à Port-au-Prince Haïti, est une femme entrepreneur, pharmacienne, et actrice haitienne. Elle est présentatrice de l'émission SOS Solitude sur la radio Caraïbe. 

## Biographie
Caëlle Edmond est née d'une famille de cinq enfants, chrétienne et d’entrepreneurs. Son père était comptable et sa mère l’une des rares anesthésistes de son époque. Elle a commencé à travailler avec ses parents dès l’âge de 11 ans dans leur pharmacie à l’entreprise pharmaceutique de ses parents. Elle a débuté ses études classiques chez les sœurs de Sainte-Rose de Lima, puis a terminé au Centre Classique Féminin de Port-au-Prince. Elle a étudié à la Faculté de Médecine et de Pharmacie (FMP) de l’Université d’Etat d’Haïti, elle a occupé le poste de caissière de directrice à la pharmacie de ses parents durant de longue date.
L’animatrice vedette de l’émission «S.O.S solitude» sur les ondes de la radio Caraïbe FM, Caëlle a aidé les gens au point de vie sentimentale et professionnelle en leur donnant de conseils. En 2022, elle a été kidnappée pour une seconde fois et libérée une semaine plus tard dans la soirée du lundi 14 février 2022, selon les présentateurs du journal «Premye okazyon» de la radio Caraïbe,.